# ベネスエラ広場
ベネスエラ広場（ベネスエラひろば、スペイン語 Plaza Venezuela）は、ベネズエラの首都カラカスにある広場で、1943年に作られた。首都地区のリベルタドル市エルレクレオ区にある。

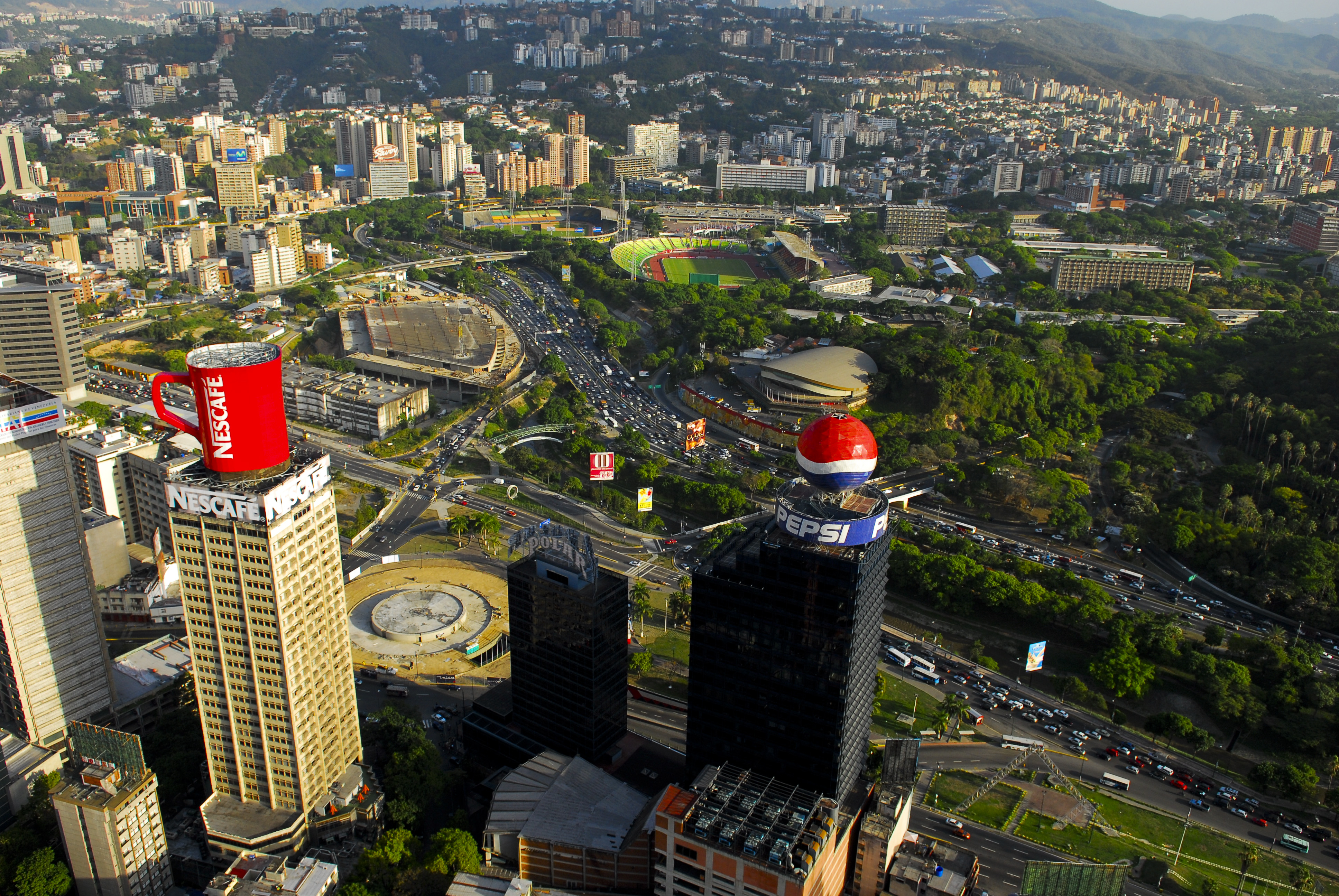
広場の噴水（2004年6月）

ベネスエラ広場は西の旧市街と東の新市街の中間点にあり、市内の自動車交通の要点である。東西に長い広場の地下を車道が潜り、公園の東で地上に出てリンコルン通りとなる。東部には太陽の形をした大噴水があり、東と北を車道が、西と南を歩道か巡る。主要部分は舗装された歩道で、クリストファー・コロンブスとアンドレス・ベジョの像が置かれている。
この広場の名をとったカラカス地下鉄一号線のプラサ・ベネスエラ駅が、広場の東にやや離れてある。